# جوليا جونز (كاتبة)
جوليا جونز (بالإنجليزية: Julia Jones)‏ هي كاتبة للأطفال وكاتِبة بريطانية، ولدت في 1954 في Woodbridge, Suffolk ‏ في المملكة المتحدة.